# 前原愛宕山古墳

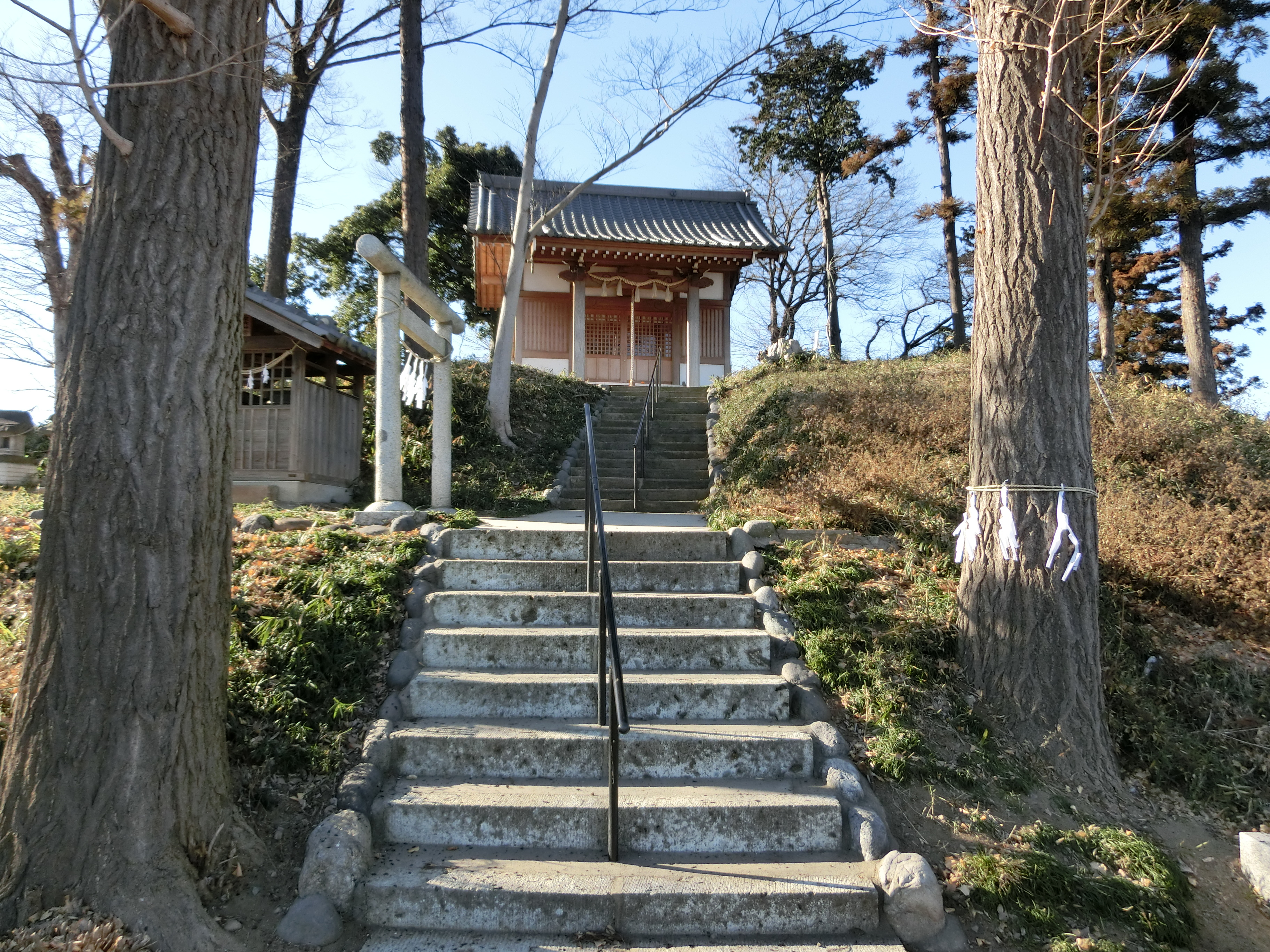
前原愛宕山古墳

前原愛宕山古墳（まえはらあたごやまこふん）は、埼玉県深谷市にある古墳。上原古墳群を構成する1基。
一辺37メートル、高さ5.5メートルの方墳とされているが、塚の可能性もある。1983年（昭和58年）9月20日付けで岡部町（当時）指定史跡に指定されている。